# Lieinix neblina
Lieinix neblina är en fjärilsart som beskrevs av Maza 1984. Lieinix neblina ingår i släktet Lieinix och familjen vitfjärilar. Inga underarter finns listade i Catalogue of Life.